# Stranded
A Stranded egy 3D-s akció-kaland videójáték, amelyet az Unreal Software fejlesztett. A robinzonád játék fő célja, hogy túlélj egy veszélyes szigeten, és megtaláld a hazatérés módját.
A játék ingyenesen letölthető és játszható. A játék második része a CC BY-NC-SA Creative Commons licenc alatt jelent meg a forráskóddal együtt.

## Történet
A Stranded játékot 2003 közepén jelentette meg Peter Schauß, az Unreal Software alapítója. Tervezésére és játékmenetére a viszonylag ismeretlen német freeware játék, a Schiffbruch hatott.
A Stranded 2003 novemberében sikert aratott, négy különböző német játékmagazinban és a Rhein-Zeitungban is megjelent. Az 1.3-as verzió kiadása után a fejlesztés leállt, és a Stranded forráskódját kiadták, de anélkül, hogy bármilyen licencinformációt megadtak volna, így minden szerzői jog továbbra is Peter Schaußnál maradt.

## Játékmenet
A játéknak nincs kampánymódja, de a "random island" (véletlenszerű sziget) mód egy olyan történetbe van csomagolva, amelyben a játékos egy lakatlan szigeten ragad. Az erőforrás-gazdálkodás létfontosságú eleme a játékmenetnek, hiszen a játékos karakterének állandóan élelemre és vízre van szüksége, és aludnia is kell. A játékban van nappali és éjszakai ciklus. A szabadban való alvás megsebesíti a játékost, a feldolgozatlan étel nem túl hatékony az éhség ellen, az agresszív állatok pedig fenyegetik a játékost. Így a játékos kénytelen nyersanyagokat, például ágakat, köveket és indákat gyűjteni, hogy szerszámokat, épületeket és fegyvereket építsen. Minden egyes elkészült épület egy újabb, fejlettebb épületet old fel, amíg a játékos képes nem lesz egy tutajt építeni, hogy elmeneküljön a szigetről, és elérje a hazáját.
A játékban a terep teljesen módosítható.
Vannak miniküldetések is, például kivik megmentése vagy egy falka vérszomjas ragadozó ellen való küzdelem időkorlát alatt. Ilyen egyéni pályákat a beépített pályaszerkesztővel lehet létrehozni. Számos ilyen rajongói térkép letölthető a Stranded honlapjáról. Bár van néhány korlátozott beállítás, például az étel, a víz és az alvás szükségességének kikapcsolása, a történetmesélés bármilyen módja a térkép elindulása utáni egyetlen eligazító üzenetre és a kreatív tereptervezésre korlátozódik.

## Stranded II
Peter Schauß 2003 végén kezdett el dolgozni a Stranded II folytatásán. A fejlesztés 2005 decemberében lépett a nyilvános alfa szakaszba. A végleges változat megjelenésére azonban csak 2007 júniusában került sor. A Stranded II jobb látványvilággal és sokkal több funkcióval rendelkezett, mint elődje, és a könnyű moddolhatóságot szem előtt tartva készült.

## Stranded 3
2012-től Peter Schauß elkezdett dolgozni egy újabb folytatáson, a Stranded III-on. Támogatni fogja a többjátékos-módot, amely az Unreal Software Gaming Network (U.S.G.N.) része lesz, amelyet már a Counter Strike 2D és a Carnage Contest esetében is használnak. Nem terveznek mobilverziót, de van rá esély, hogy amint a PC-s verzió elindul, mobilfejlesztésre is sor kerül.

## Fordítás
Ez a szócikk részben vagy egészben  a   Stranded (video game) című angol Wikipédia-szócikk fordításán alapul.  Az eredeti cikk szerkesztőit annak laptörténete sorolja fel. Ez a jelzés csupán a megfogalmazás eredetét és a szerzői jogokat jelzi, nem szolgál a cikkben szereplő információk forrásmegjelöléseként.